# Edvard af Sandeberg
John Victor Edvard David af Sandeberg, född 18 februari 1871 i Ystad, död 19 november 1920 i Arlöv, var en svensk militär.
Edvard af Sandeberg var son till major Edvard af Sandeberg och Hilma Pehrsson. Han blev volontär vid Skånska dragonregementet 1889, avlade mogenhetsexamen 1890, befordrades till sergeant 1891, blev elev vid Krigsskolan på Karlberg samma år och utexaminerades därifrån 1892. af Sandeberg blev underlöjtnant vid Skånska dragonregementet 1892, genomgick Krigshögskolan 1896–1897, blev löjtnant 1897 och var lärare vid kavalleriskolan 1900–1901. Han var lärare vid ridskolan på Strömsholm 1901–1903, regementskvartermästare 1904–1907, blev ryttmästare 1905 och adjutant hos Gustav V 1915 samt major i armén samma år. af Sandeberg blev major vid fördelningskavalleriet med tjänstgöringsskyldighet vid Norrlands dragonregemente 1916, överstelöjtnant vid Skånska dragonregementet 1918 och var tillförordnad chef för Smålands husarregemente 1918–1920. Han var ordförande i kommittén för utarbetande 1920 års kavalleriexercisreglemente, blev överste i armén 1920 och först tillförordnad och senare ordinarie chef för Kronprinsens husarregemente samma år. af Sandeberg blev 1913 riddare av Svärdsorden och 1919 kommendör av andra klass av Finlands Vita Ros’ orden. Han omkom i samband med att han blev omkullriden i spetsen för sina officerare.